# アンドルス・バルニク
アンドルス・バルニク（Andrus Värnik、1977年9月27日 - ）は、エストニアの陸上競技選手である。2005年世界選手権の男子やり投の金メダリストである。自己ベストは、2003年に出した87m83である。

## 実績
| 年度 | 大会         | 種目   | 場所                       | 結果 | 記録   |
| ---- | ------------ | ------ | -------------------------- | ---- | ------ |
| 2003 | 世界選手権   | やり投 | パリ（フランス）           | 2位  | 85.17m |
| 2004 | オリンピック | やり投 | アテネ（ギリシャ）         | 6位  | 83.25m |
| 2005 | 世界選手権   | やり投 | ヘルシンキ（フィンランド） | 1位  | 87.17m |

## 自己ベスト
- やり投 ‐ 87m83 （2003年8月19日）